# Juan Antonio Ubillos
Juan Antonio Ubillos Galatas (Villabona, 1707 - Arantzazu, 1789) va ser un escriptor en èuscar. Va néixer al baserri de Galatas a Amasa, Villabona.
Va ingressar en l'orde fransiscana el 1722 i es va graduar en teologia el 1755 en la Universitat d'Alcalà de Henares i a partir de llavors exercí la docència a Tolosa (Guipúscoa) i Arantzazu. Es va relacionar amb el Comte de Peñaflorida i els seus col·laboradors. Va escriure en un basc ric i fluid on s'observa la preocupació per la puresa del llenguatge. Sembla que coneixia l'obra del labortà Larreguy. Va ser una de les autoritats citades pel Reverend Maria de Azkue per al seu Diccionario Vasco-Español-Francés

## Obres en basc
- Cristau doctriñ berri-ecarlea: (1785) versió en èuscar del "Catéchisme historique de Fleury"